# Solidaritat Badalonina
Solidaritat Badalonina fou una coalició de partits de dretes i esquerres formada entre 1911-1913 a Badalona. Referent local de Solidaritat Catalana.
El Centre Catalanista Gent Nova fou qui proposà aquesta nova unió de forces polítiques que ja s'havia produït el 1905 i que havia guanyat i molts continuaren en les noves eleccions de 1911, amb l'objectiu d'evitar divisions partidistes i, així, barrar el pas al populisme representat pel Partit Radical d'Alejandro Lerroux.
El 1911, finalment, va obtenir la victòria en les eleccions, resultant un consistori amb vuit regidors de dretes i tres d'esquerres; la coalició dels palayistes i dels lerrouxistes, representats per Baldomero Sanmartín resultà derrotada. El nou Ajuntament va nomenar alcalde a Martí Pujol, representant de Lliga Regionalista, que va prendre possessió del seu càrrec el gener de 1912. Amb tot, després de les conseqüències de la Setmana Tràgica a Badalona, aquell fet va provocar distanciaments ideològics entre les forces de dretes i esquerres i, de retruc, provocà el progressiu trencament de Solidaritat Badalonina, que ja des del mateix moment del nomenament de Martí Pujol ja hi havia hagut discussions dins del consistori. La ruptura definitiva fou patent el 1913 en què els partits es presentaren per separat.